# J. Nash McCrea
Jay Nash McCrea (Springfield, 15 de enero de 1887-Cudahy, 20 de septiembre de 1959) fue un ciclista y editor de periódico estadounidense. Apodado «Crash» por su estilo de conducción «peligroso» y «salvaje», compitió en los eventos masculinos de una milla y cinco millas en los Juegos Olímpicos de San Luis 1904, pero no terminó ninguno de los dos eventos.

## Biografía
McCrea nació el 15 de enero de 1887 en Springfield, Illinois. Comenzó a competir en ciclismo en Springfield High School y fue nombrado su representante en el torneo de la Asociación Atlética de Illinois Central c. 1901, en la que terminó sexto en la carrera de un cuarto de milla y cuarto en la carrera de una milla, con un desempeño «notablemente bueno». Dejó de correr hasta 1903, pero luego comenzó a ganar muchos torneos de media milla y una milla, ganó el campeonato de Illinois Central, y fue seleccionado como el representante de Illinois central para el equipo de ciclismo de los Estados Unidos, que iba a competir en el Juegos Olímpicos de Verano de 1904 en San Luis, Misuri.
McCrea, de 17 años en ese momento, compitió en los eventos masculinos de cinco millas y una milla, pero nunca estuvo al frente y no terminó ninguno de los eventos. Apodado «Crash» por su estilo de conducción «salvaje» y «peligroso», se mantuvo fiel a su apodo en la carrera de cinco millas. En la penúltima vuelta, se desvió hacia un ciclista a su lado, quien luego chocó contra otros dos, lo que provocó la caída de los cuatro. Detrás de ellos venían cuatro ciclistas más, quienes, al no poder evitarlo, chocaron contra los demás. Como resultado, solo cuatro ciclistas pudieron terminar, y el corredor que había estado en el último lugar durante todo el evento ganó la medalla de oro. La revista Bicycling World describió el estilo de McCrea de la siguiente manera: «no parece ser un ciclista agresivo, sino que simplemente recorre toda la pista y es peligroso por esa razón».
Aroximadamente un mes después de los Juegos Olímpicos, McCrea regresó a Misuri y ganó el campeonato estatal. En los años siguientes, se convirtió en uno de los mejores ciclistas de esa zona del país. Para 1908 había competido en 74 eventos, compilando 40 primeros lugares, 14 segundos lugares, seis terceros, dos cuartos, dos sextos y un decimotercero, además de ocho caídas y una descalificación.
Después de su carrera como ciclista, McCrea se convirtió en escritor de un periódico y también ofició carreras. Fue editor de The Herald alrededor de 1910 y en 1911 estaba trabajando con el Illinois State Register. También se desempeñó como miembro de la junta ejecutiva del Springfield Cycling Club en esta época. Se convirtió en editor de un periódico en Quincy, Illinois, en julio de 1917, y a finales de ese año trabajaba en un periódico llamado The Capital. McCrea se unió al personal de Omaha News en enero de 1918. También fue miembro del Comité Olímpico de Ciclismo de los Estados Unidos en ese momento.
Para 1924, McCrea se había mudado a Milwaukee, Wisconsin, y se convirtió en editor del Milwaukee Leader.  Más tarde escribió para el Milwaukee Sentinel y el Wisconsin News (ambos quienes luego se fusionaron para convertirse en el Milwaukee Journal Sentinel). McCrea lideró la huelga del gremio de periódicos de Milwaukee en 1936. Todavía trabajaba como periodista en 1946 y durante un tiempo fue presidente del distrito del Medio Oeste del American Newspaper Guild, aunque enumeró su ocupación en los registros del censo como «sanador espiritual». Con los periódicos para los que trabajó, se desempeñó como periodista deportivo, editor de bienes raíces, editor automotriz y corrector de estilo. También trabajó para la radio local, sirviendo como la voz de «Sunny Jim» en WISN. McCrea murió el 20 de septiembre de 1959 a la edad de 72 años.